# Monika Hilmerová
Monika Hilmerová (* 7. října 1974 Bratislava) je slovenská herečka.

## Život
Vystudovala andragogiku na Filozofické fakultě Univerzity Komenského v Bratislavě a herectví na Vysoké škole múzických umění v Bratislavě. Od roku 1991 účinkuje v Radošinském naivném divadle a od roku 2003 je členkou Činohry SND. Na Slovensku je známá ze seriálu Ordinácia v ružovej záhrade jako lékařka MUDr. Laura Havranová a ze seriálu Oteckovia jako Lucia Bieliková.

## Filmografie

### Filmy
- 2017
  - DOGG

- 2013
  - Kandidát

- 2008
  - Bathory – role: Alžbeta Czoborová
  - Devatenáct klavírů (televizní film)
- 2007
  - Rozhovor s nepřítelem
  - Svatba na bitevním poli
- 2004
  - Frankenstein (televizní film)
- 2003
  - Bloodlines – role: Andrea
  - 51 kHz
- 2002
  - Brucio nel vento
- 2001
  - Strieborná Háta (televizní film)
  - Vohnice a Kiliján (televizní film)
  - Voľnomyšlienkár (televizní film)
  - Vzpoura (film, 2001) (televizní film)
- 2000
  - Ako divé husi (televizní film)
  - Der Lebensborn – Pramen života
  - Oběti a vrazi – role: mladší Jana
- 1999
  - Prstene pre dámu (televizní film)
- 1998
  - A ešte dve frašky... (televizní film)
  - Kovladov dar (televizní film)
  - Svetlo (televizní film)
- 1997
  - V zajatí lásky (televizní film)
- 1996
  - Čierna ovca (televizní film)
  - Modrá ruža (televizní film)
  - Ženský vtip (televizní film)
- 1995
  - Dobrá správa (televizní film)
  - Chichôtka (televizní film)
  - Zuzka Turanová (televizní film)
- 1993
  - Výlety v pamäti (televizní film)
- 1991
  - Anorexia mentalis (televizní film) – role: Naďa
- 1990
  - Citové cvičenia (televizní film)
- 1989
  - Omyly tradičnej morálky (televizní film)
- 1984
  - O sláve a tráve – role: Lucia

### Televizní seriály
- 2022
  - Odznak Vysočina – role: Dana Skálová[1]
- 2018
  - Oteckovia – role: Lucia Bieliková
  - Kuchyňa
  - Horná Dolná
- 2016
  - Atletiko Cvernofka

- 2012
  - Búrlivé víno
- 2011
  - Hoď svišťom
- 2010
  - Nesmrtelní
- 2009
  - Nikdy neříkej nikdy
- 2008
  - Ordinácia v ružovej záhrade – role: MUDr. Laura Havranová
- 2007
  - Světla pasáže – role: JUDr. Ema Justicová
  - Trapasy

## Soukromý život
S manželem Jarem Bekrem, tanečníkem a choreografem, má dceru Zaru (* 2009) a syna Leonarda (* 2013).